# Gradius
 (septembre 2018).
Si vous disposez d'ouvrages ou d'articles de référence ou si vous connaissez des sites web de qualité traitant du thème abordé ici, merci de compléter l'article en donnant les références utiles à sa vérifiabilité et en les liant à la section « Notes et références ».
Gradius (グラディウス, Guradiusu) est une série de jeux vidéo de type shoot them up dont le premier opus est sorti en 1985 sur borne d'arcade. Il s'agit d'une amélioration d'un concept de jeu amorcé par Konami avec Scramble en 1981.
Dans cette série, un vaisseau spatial, Vic Viper, qui peut ramasser des options, se balade au milieu de paysages divers et se bat contre différents monstres aériens ou terrestres. Parmi les principales options que l'on retrouve dans toute la série, il y a la vitesse, les tirs air-sol (missiles, sortes de bombes), les tirs air-air (laser et dans la plupart, wipple), des « Options » (sortes de clones du vaisseau, tirant les mêmes armes), et enfin un bouclier.

## Série principale
- 1985 - Gradius
- 1987 - Gradius 2 sur MSX
- 1988 - Gradius II: Gofer no Yabō (ou Vulcan Venture)
- 1988 - Gofer no Yabō Episode II sur MSX
- 1989 - Gradius III
- 1999 - Gradius IV: Fukkatsu
- 2004 - Gradius V
- 2008 - Gradius Rebirth (en)

## Les exclusivités sur ordinateur MSX
Le premier titre Gradius a commencé sur borne d'arcade puis a été porté sur diverses plates-formes, dont l'ordinateur MSX, plate-forme très prisée par Konami à la fin des années 1980. En effet, au lieu de développer directement une suite sur arcade, Konami s'est d'abord concentré sur MSX en sortant Gradius 2 en 1987 sans prendre en compte un éventuel futur portage du jeu sur arcade. Cette suite est trop complexe pour être adaptée. Un jeu sur borne d'arcade se doit d'être immédiatement accessible, ce dernier comportant des contraintes économiques particulières étant une machine à sous. Afin d'y remédier, l'entreprise japonaise n'a pas essayé de modifier le titre mais a développé une version totalement différente qu'ils nommeront Gradius II: Gofer no Yabou (sorti en 1988 sur borne), et c'est cette seconde suite qui sera portée sur d'autres plates-formes. La même année, sort un nouveau titre sur MSX, Gofer no Yabou Episode II, qui prend en compte l'opus précédent sur arcade comme l'indique son titre, mais qui restera exclusif à la MSX.
La majeure partie des portages du premier titre ont été renommés en Europe, Nemesis. Cette seconde appellation ne sera plus utilisée sur les suites provenant de l'arcade. Cependant sur MSX, Gradius 2 est renommé Nemesis 2, et Gofer no Yabou: Episode II devient Nemesis 3: The Eve of Destruction.

## Épisodes annexes
- 1990 - Nemesis sur Game Boy
- 1990 - Nemesis II: The Return of the Hero sur Game Boy (ou Nemesis: The Interstellar Assault)
- 1993 - Nemesis ’90 Kai sur Sharp X68000
- 1997 - Gradius Gaiden sur PlayStation
- 1997 - Solar Assault sur borne d'arcade
- 2001 - Gradius Advance sur Game Boy Advance (ou Gradius Galaxies, Gradius Generations)
- 2004 - Gradius Neo + Neo Imperial sur téléphone mobile

## Compilations
- 1996 - Gradius Deluxe Pack sur PlayStation et Saturn comprend Gradius et Gradius II.
- 2000 - Gradius III & IV sur PlayStation 2, comprend la version arcade des 3e et 4e volets de la série.
- 2006 - Gradius Collection (Gradius Portable) sur PlayStation Portable comprend Gradius, Gradius II, Gradius III, Gradius IV Fukkatsu et Gradius Gaiden.
- 2025 - Gradius Origins (Gradius Origin Collection) sur Xbox Series, PlayStation 5, Steam et Nintendo Switch comprend Gradius, Salamander, Gradius II, Gradius III, Salamander 2 et le nouveau titre Salamander III.